# Bradley Carnell
Bradley Neil Carnell (Johannesburgo, Sudáfrica, 21 de enero de 1977) es un exfutbolista y entrenador sudafricano. Actualmente dirige al Philadelphia Union de la Major League Soccer. 

## Inicios
Carnell, nacido en Johannesburgo, asistió a la escuela secundaria Parktown Boys' High School en Johannesburgo. El antiguo muchacho de Parktown jugó para los subalternos de Southern Suburbs y Robertsham Callies como portero y más tarde se convirtió en defensor. Fue seleccionado regularmente para jugar a nivel de distrito siendo entrenado por el exentrenador del Southampton, Hereford United y Cheltenham Town Terry Paine.

## Carrera como jugador
Carnell hizo su debut profesional a la edad de 16 años en 1993 jugando para Wits University. Jugó para el Kaizer Chiefs (1997–98), el VfB Stuttgart (1998–2003) y el Borussia Mönchengladbach (2003–05). Su mayor éxito llegó en Stuttgart, donde ayudó a ganar la liga de plata en 2003.
Según informes de los medios, estuvo involucrado en un altercado en el campo con un compañero de juego (el portero Markus Miller) durante un partido de la liga alemana en Frankfurt en septiembre de 2007.
En julio de 2009 se trasladó al Hansa Rostock. El 13 de julio de 2010 fichó por el SuperSport United. Anunció su retiro del fútbol el 27 de agosto de 2011. 

## Selección nacional
Fue internacional con la Selección de fútbol de Sudáfrica entre 1997 y 2010, donde disputó 41 partidos internacionales. Carnell realizó su debut el 4 de junio de 1997 al ingresar en los últimos minutos de un amistoso perdido 2-0 ante Países Bajos. Además, fue seleccionado de su país durante la Copa Mundial de Fútbol de 2002. Al final de su carrera y de su paso por Alemania, no fue seleccionado para participar en el Mundial de 2010 disputado en Sudáfrica.

### Participaciones en Copas del Mundo
| Mundial                        | Sede                | Resultado    | Partidos | Goles |
| ------------------------------ | ------------------- | ------------ | -------- | ----- |
| Copa Mundial de Fútbol de 2002 | Corea del Sur Japón | Primera fase | 3        | 0     |

## Carrera como entrenador
Al final de su carrera como jugador, Carnell se unió a los Orlando Pirates como entrenador asistente. El 28 de marzo de 2017, Carnell fue anunciado como el nuevo entrenador asistente de los New York Red Bulls de la Major League Soccer. El 5 de septiembre de 2020, un día después del despido de Chris Armas, fue nombrado entrenador interino por el resto de la temporada regular de 2020.
El 5 de enero de 2022, Carnell fue anunciado como el primer entrenador del St. Louis City SC de la MLS. El 1 de julio de 2024, fue despedido de su cargo luego de una serie de malos resultados.
En enero de 2025, asumió al frente del Philadelphia Union.

## Clubes

### Como jugador
| Club                     | País      | Año       |
| ------------------------ | --------- | --------- |
| Wits University          | Sudáfrica | 1993-1997 |
| Kaizer Chiefs            | Sudáfrica | 1997-1998 |
| VfB Stuttgart            | Alemania  | 1998-2003 |
| Borussia Mönchengladbach | Alemania  | 2003-2005 |
| Karlsruher SC            | Alemania  | 2005-2009 |
| Hansa Rostock            | Alemania  | 2009-2010 |
| Supersport United        | Sudáfrica | 2010-2011 |

### Como entrenador asistente
| Club               | País           | Año       |
| ------------------ | -------------- | --------- |
| Free State Stars   | Sudáfrica      | 2015-2016 |
| Orlando Pirates    | Sudáfrica      | 2016-2017 |
| New York Red Bulls | Estados Unidos | 2017-2020 |

### Como entrenador
| Club               | País           | Año           |
| ------------------ | -------------- | ------------- |
| New York Red Bulls | Estados Unidos | 2020          |
| St. Louis City SC  | Estados Unidos | 2022-2024     |
| Philadelphia Union | Estados Unidos | 2025-presente |

## Palmarés

### Como jugador

#### Campeonatos nacionales
| Título        | Club          | País     | Año     |
| ------------- | ------------- | -------- | ------- |
| 2. Bundesliga | Karlsruher SC | Alemania | 2006-07 |